# Elephantomyia hokkaidensis
Elephantomyia hokkaidensis là một loài ruồi trong họ Limoniidae. Chúng phân bố ở miền Cổ bắc.